# Fjodor Jurjewitsch Romodanowski

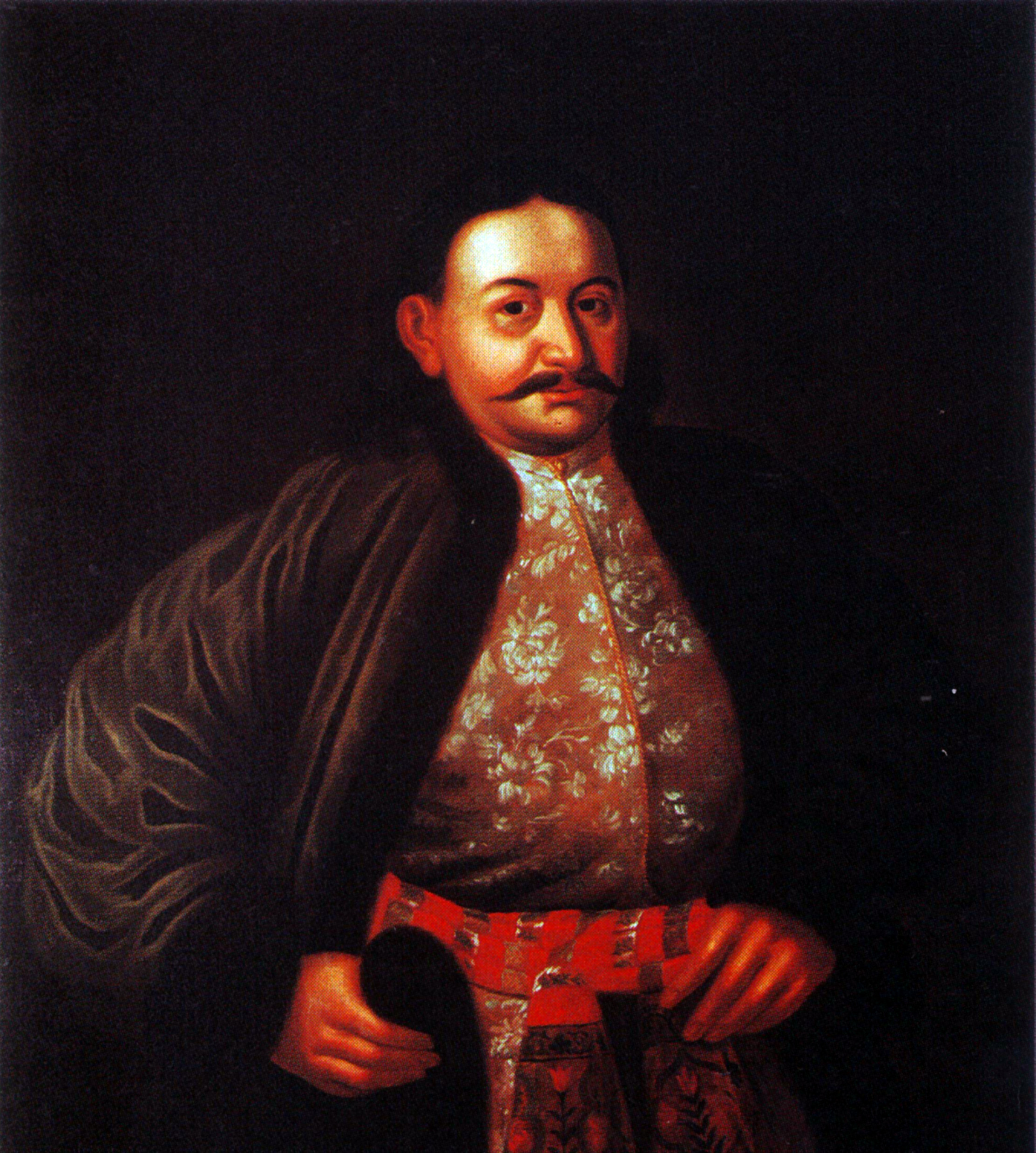
Fjodor Jurjewitsch Romodanowski

Fjodor Jurjewitsch Romodanowski (russisch Фёдор Юрьевич Ромодановский; * um 1640; † 17. Septemberjul. / 28. September 1717greg. in St. Petersburg) war ein russischer Staatsbeamter und Politiker.

## Leben
Romodanowski stammte aus einer alten russischen Fürstenfamilie, die sich auf Rjurik zurückführte. Sein Vater Juri Iwanowitsch Romodanowski war zunächst Stolnik und dann Bojar. Romodanowski lebte von Kindheit an am Hofe Zar Alexeis I., dessen Vertrauter sein Vater war. Bei der Feier der Geburt Peters I. wurde Romodanowski als erstem der 10 Adligen am Tisch im Facetten-Palast Peter gezeigt.
Nach dem Tod Fjodors III. unterstützte Romodanowski den noch minderjährigen Peter I. im Kampf gegen dessen Halbschwester Sophia. Als sie dann in das Nowodewitschi-Kloster verbannt war, wurde Romodanowski ihre Überwachung übertragen. Er wurde 1686 Chef der Geheimkanzlei zur Überwachung aller politischen Geschehnisse (Preobraschenski-Prikas). Er war an allen spielerischen Aktivitäten Peters I. beteiligt und wurde 1694 Generalissimus der Spielzeugarmee Peters I. Während der Asowfeldzüge ließ sich Peter I. von Romodanowski in Moskau vertreten und gab ihm den Titel Fürst Cäsar seiner Majestät. Romodanowski und Feldmarschall Graf Boris Petrowitsch Scheremetew durften jederzeit unangemeldet in das Kabinett Peters I. eintreten. Als Peter I. mit der Großen Gesandtschaft nach Westeuropa reiste, spielte Romodanowski die entscheidende Rolle bei der Niederschlagung des Zweiten Strelizenaufstands. Nach dem großen Brand in Moskau 1701 war Romodanowski am Wiederaufbau der ihm anvertrauten Stadt beteiligt. 1704–1705 leitete er als Nachfolger Andrei Andrejewitsch Winius’ den Sibirien-Prikas. Ihm folgte Matwei Petrowitsch Gagarin nach. Auch leitete Romodanowski den Apotheker-Prikas. Er hielt Hof in Moskau in seinem Haus nicht weit von der  Großen Steinernen Brücke entsprechend der Bojarentradition und erwartete Respekt von der gesamten Gesellschaft.
Romodanowski bekam drei Kinder. Iwan wurde Gouverneur Moskaus und heiratete Anastassija Saltykowa (Schwester der Zarin Praskowja Fjodorowna). Irina heiratete den Marineoffizier Wassili Wassiljewitsch Scheremetew. Fedosja heiratete Awraam Fjodorowitsch Lopuchin (Bruder der Zarin Jewdokija Fjodorowna), der 1718 als Verschwörer hingerichtet wurde.
Romodanowski wurde im St. Petersburger Alexander-Newski-Kloster begraben.
Alexei Nikolajewitsch Tolstoi stellte Romodanowski in seinem Roman Peter der Erste als treuen und rücksichtslosen Begleiter Peters I. dar. Romodanowski erscheint auch in dem historischen Roman Dewjatny Spas (Der neunte Erlöser) von Anatoli Brusnikin (Pseudonym Boris Akunins). In dem Film Peter der Große (1986) wurde Romodanowski von Omar Sharif dargestellt.